# 정습명
정습명(鄭襲明, 1094년 ~ 1150년 4월 14일(음력 3월 15일))은 고려 중기의 문신, 시인, 작가이다. 본관은 연일이며 호(號)는 동하(東河), 형양(滎陽)이다. 글을 잘하여 향공(鄕貢)에 급제하였으며 인종조에 여러 번 벼슬하여 예부시랑(禮部侍郞)이 되었으며, 관직은 추밀원지주사에 이르렀다. 포은 정몽주는 그의 10대손이다.
의종의 태자(太子)시절 스승이었으며, 삼국사기 편찬 감독관의 한 사람으로 김부식, 김효충(金孝忠) 등과 함께 삼국사기의 편찬에 참여하였다. 의종의 비행과 향락을 간하였으나 도리어 의종의 미움을 받았다. 후에 의종의 뜻을 알고 자결하였는데, 의종은 무신정변으로 축출되면서 뒤늦게 그를 찾았다고 한다.

## 생애

### 가계와 수학
경상북도 영일군(오늘날 포항시) 태생이다. 신라시대에 간관(諫官)을 역임한 정종은(鄭宗殷)의 후손으로 족보가 실전되어 세계를 알 수 없다. 정종은의 후손 중 정의경이 연일호장을 지낸 이후 대대로 경상북도 영일현에서 호장직을 세습하였다. 정습명은 정의경의 후손이었다.
일찍부터 성격이 대범하고 기이하였으며 작은 일에 속박 당하지 아니하였다. 그는 어려서부터 독서에 힘써 글을 잘 지었고, 배우는 데 힘썼다. 예종(睿宗) 때 향공문과(鄕貢文科)에 급제하였으며 내시(內侍)에 임명되었다. 그 뒤 〈석죽화(石竹花)〉라는 시를 지었는데, 이 시가 널리 알려져 예종에 의하여 특별 천거되어 옥당(玉堂)에 제수되었다. 그 뒤에도 인종에게 인격과 학행을 인정받아 인종의 총애를 받았다.

### 정치 활동

#### 묘청의 난과 간관 활동
인종 초에 국자감 사업(國子監司業)으로 유학을 가르쳤고, 1134년(인종 2년) 안흥정(安興亭) 밑의 조운(漕運)을 쉽게 하기 위하여 홍주(洪州) 소태현(蘇泰縣)에 하천 공사를 주관하였으나 실패하였다. 1135년 서경 천도론이 좌절되어 묘청(妙淸), 정지상 등이 서경에서 궐기하자 그는 내시지후(內侍祗候)로서 토벌대의 장수로 출정, 수군을 이끌고 순화현(順化縣) 남강(南江)에서 묘청 군과 교전하였으며, 이어 병선판관(兵船判官)이 되어 상장군 이녹천(李祿千) 등과 함께 묘청의 군과 항전하였으나 대패하였다.
이후 어사대에 보직된 뒤, 오랫동안 간관직에 있으면서 직간을 서슴지 아니하여 인종의 신뢰를 얻었고 뒤에 태자의 스승으로 삼았다.

#### 관료생활과 삼국사기 편찬
그 뒤 지제고(知製誥)에 있을 때 낭사(郞舍) 최재(崔梓)와 재상인 김부식(金富植), 임원개(任元敱), 이중(李仲), 최주(崔溱) 등과 함께 정치의 폐단 10가지를 지적한 시폐십조(時弊十條)를 임금께 상소하고 사흘 동안 편전 문 앞에 엎드려 시정을 권고하였으나 임금의 윤허가 있기를 기다렸으나 아무 회답이 없으므로 모두 관직을 사임하고 나가지 아니하였다.
그러자 임금은 집주관(執奏官)을 파(罷)하고 이 집주관의 소관사무의 권한을 덜어 내시별감(內侍別監) 및 내시원(內侍院) 별고(別庫)의 임무로 대체하였다. 이때 인종은 최재 등을 불러 집주관의 일을 보게 하였는데 정습명만 혼자 궐앞에서 10조를 다 관철하기 위하여 임금께 계속하여 아뢰었고 인종이 이를 종용하였으나 끝내 일어나지 아니하였다. 우상시(右常侍) 최관(崔灌) 등은 정습명과 더불어 상소하는데 혼자만 참여하지 않았는데, 함께 일을 시작하였으나 동참을 거부하여 그를 낮추어 의리없는 사람이라 하였다.
그 뒤 지제고를 거쳐 1142년 김부식의 집에 우거하자 간관의 체통을 잃었다는 탄핵을 받아 국자사업 기거주(國子司業起居注)에서 파직되었으나 곧 복귀하였다.
예부시랑(禮部侍郞)이 되었다. 인종의 명을 받들어 김부식, 김효충(金孝忠) 등과 함께 삼국사기의 편찬에 참여하였으며, 1145년(인종 23년)에 《삼국사기》 50권의 편찬이 완료되었다. 의종 즉위 초 추밀원 지주사(樞密院知奏事)에 임명되었다.
1146년 《서경》의 〈대우모(大禹謨)〉를 강독하였다.
인종과 공예태후 임씨(恭睿太后任氏)가 의종 대신에 둘째아들인 대령후 경(大寧侯暻)을 태자로 세우려 하자 이를 막기도 하였다. 오랫동안 간관직에 있었으므로 인종이 승선으로 발탁하여 동궁의 스승으로 삼았으며, 죽을 때 의종을 잘 보위하라는 부탁을 하였다. 인종은 장차의 뜻밖의 변으로 자신이 단명하여 세상을 뜨게 되는 일이 걱정되어 미리 태자인 의종을 불러 이르기를 나라를 다스림에 있어서는 마땅히 습명의 진언을 따라 시행하라고 하였다.

### 의종의 배척과 죽음
그 뒤 인종과 공예태후 임씨(恭睿太后 任氏)가 의종의 재질을 부족하게 판단하여, 그 대신에 둘째아들인 대령후(大寧侯) 경(暻)을 태자로 세우려 하자, 장자에게 상속되어야 한다는 원칙으로 이를 막기도 하였다. 이로써 인종과 의종으로부터 깊은 신뢰를 얻기도 했다.
1147년(인종 25년) 추밀원지주사(樞密院知奏事)가 되었다. 그 뒤 의종이 즉위하자 1148년(의종 2년) 한림학사(翰林學士)에 발탁, 제수(除授)되었고 1149년 좌승선으로 고시관이 되어 시부(詩賦)로 오광윤(吳光允), 십운시로 조정시(趙挺時) 등을 선발하였고, 다시 추밀원지주사가 되었다. 인종은 죽으며 그에게 아들 의종을 지도할 것을 부탁하였는데, 선왕의 유지가 있다고하여 아는 것은 말하지 않는 것이 없었으며, 의종이 향락에 빠지자 이를 거침없이 지적, 질타하였다.
왕에 대한 지적이 계속되자 의종은 그를 미워하고 기피하였다. 왕이 그를 꺼리는 데다가 김존중(金存中)과 정함 등은 밤낮으로 그를 헐뜯었다. 1150년 3월 정습명이 병으로 사직하자 왕은 즉시 김존중에게 임시로 그 직을 대신하게 하였다. 왕의 뜻을 알아차린 그는 그해 3월 21일 독약을 마시고 자결하였다.

### 사후
사후 영일 오천서원(烏川書院)에 제향되었다. 그 뒤 의종 임금이 귀법사(歸法寺)라는 절에 놀러 나갔을 때, 비밀리에 혼자 말을 타고 달려 달영다원(獺嶺茶院)에 가게 되었다. 그러나 따르는 신하가 한 사람도 없자, 임금은 다원의 나무 기둥에 의지하고 서서 거기있던 사람에게 이르기를 '만약 습명이 살아 있었다면 내가 어찌 이 지경에 이르러겠는가' 하고 탄식하였다.
경상북도 영일군에 묘소가 있었으나 후에 실전되었다. 후손들이 묘소가 있었을 것으로 추정되는 지역에 단을 설립하였고, 후에 조선 후기의 정승 유척기(兪拓基)가 그의 묘단 근처에 묘단비음기(墓壇碑陰記)를 지었다.

## 평가
그는 예종(睿宗), 인종(仁宗), 의종(毅宗) 3대의 조정에 출사한 중신(重臣)으로 성품이 강직, 쾌활하였고 지, 인, 용을 겸비하였으며 문명(文名)과 기개가 높았다. 또한 직언으로 의종(毅宗)이 스스로 깨닫도록 인도하여 태평성대를 이룩하였다. 동국통감에서는 '습명은 임금의 주위에 이와 같은 소인간신(小人奸臣)의 무리가 에우고 있는 한(限)은 끝끝내 바른 임금의 도리를 찾을 수 없으리라는 것을 알고 마침내 앙약(仰藥) 자결하였으니 그 선견지명(先見之明)을 아무도 따를 수 없는 것이다.'라고 평가하였다.
후에 의종은 무신정변으로 폐출되어 쫓겨날 때, 눈물 흘리며 자신에게 바른 말로 간하던 그를 찾았다고 한다.

## 저서와 작품

### 저서
- 《삼국사기》 (공저)

### 시[7]
석죽화
世愛牧丹紅(세애목단홍) / 사람들 모란의 붉음 좋아하여
栽培滿院中(재배만원중) / 뜰 안에 가득 가꾸고 있구나
誰知荒草野(수지황초야) / 거친 초야를 누가 알겠는가
亦有好花叢(역유호화총) / 예쁜 꽃 떨기 피고 있는 꽃을
色透村塘月(색투촌당월) / 그 빛 시골 연못 속 달에 비치고
香傳?樹風(향전롱수풍) / 그 향기 바람 언덕 나무로 흩어지네
地僻公子少(지벽공자소) / 궁벽한 시골이라 부귀한 이 적으매
嬌態屬田翁(교태속전옹) / 늙은 농부만이 그 아름다움 즐기노라

증기(贈妓) - 외로운 기생에게 바치는 시

百花叢裏淡奉容(백화총리담봉용)
忽彼狂風減却紅(홀피광풍감각홍)
獺髓未能醫玉頰(달수미능의옥협)
五陵公子恨無窮(오릉공자한무궁)

## 기타
- 그의 10대손이 후일 고려말에 수문하시중을 지낸 포은 정몽주이다.

## 같이 보기
| - 묘청의 난 - 무신정변 - 삼국사기 - 삼국유사 - 김부식 - 정몽주 - 정중부 - 이고 (고려) - 이의방 - 이준의 - 일연 - 김돈중 - 정함 - 대령후 | - 김후직 - 김돈시 - 김군수 - 경진 - 경대승 - 이의민 - 예종 - 인종 - 의종 - 이자겸 - 윤언이 - 윤관 - 정지상 |

## 참고 자료
- 《파한집》
- 《고려사》
- 《고려사절요》